# 在線測試儀
在線測試儀（英文：in circuit tester，簡稱ICT），是針對電路板進行電路測試的機器，為因應製造商提高產品質能及靜電防護效果，強化具有競爭力的產品應運而生。
一般線上測試儀針盤治具普遍皆以壓克力製作，但壓克力製程極易因摩擦而產生靜電之材質，客戶端在零件部分對靜電防護要求與日俱增，因此加工製造業者為尋求靜電防護之道。有些線上測試儀加裝靜電消除器，以解決測試期間靜電防護問題。

## 基本架構
系統部分
- 測試系統。

- ON-LINE HELP視窗系統

動力控制部分
- BOARD VIEW

- DATA EDIT

- 防靜電裝置

- 電源自動切換裝置

- 自我偵測功能

- 測試步驟隔阻

- 自動放電

- 低電阻1歐姆以下測試模式

- 遠端遙控功能

- 多種IC TEST檢測

## 應用
符合慣用PC電腦來使用線上測試儀，運用於一般SMT加工製程上或是DIP插件作業上，擔任進入動檢前之守衛角色，運用生產線上製程上，不需重新開設治具，節省測試成本。